# Campionato nordamericano maschile di pallavolo 2019
Il campionato nordamericano maschile di pallavolo 2019 si è svolto dal 2 al 7 settembre 2019 a Winnipeg, in Canada: al torneo hanno partecipato otto squadre nazionali nordamericane e la vittoria finale è andata per la sedicesima volta a Cuba.

## Impianti
|                                                                        |  |  |
|                                                                        |  |  |
| Duckworth Centre Città: Winnipeg Capienza: 1 780 Anno d'apertura: 1983 |  |  |

## Regolamento

### Formula
Le squadre hanno disputato una prima fase a gironi con formula del girone all'italiana; al termine della prima fase:
- Le prime tre classificate di ogni girone hanno acceduto alla fase finale per il primo posto, strutturata in quarti di finale (a cui hanno partecipato le seconde e le terze classificate di ogni girone), semifinali, finale per il terzo posto e finale.
- Le due eliminate ai quarti di finale e le due quarte classificate alla fase a gironi hanno acceduto alla fase finale per il quinto posto, strutturata in semifinali, finale per il settimo posto e finale per il quinto posto[1].

### Criteri di classifica
Se il risultato finale è stato di 3-0 sono stati assegnati 5 punti alla squadra vincente e 0 a quella sconfitta, se il risultato finale è stato di 3-1 sono stati assegnati 4 punti alla squadra vincente e 1 a quella sconfitta, se il risultato finale è stato di 3-2 sono stati assegnati 3 punti alla squadra vincente e 2 a quella sconfitta.
L'ordine del posizionamento in classifica è stato definito in base a:
- Numero di partite vinte;
- Punti;
- Rapporto dei set vinti/persi;
- Rapporto dei punti realizzati/subiti;
- Risultati degli scontri diretti.

## Squadre partecipanti
| Squadra         | Qualificazione        | Ultima partecipazione |
| --------------- | --------------------- | --------------------- |
| Canada          | Paese organizzatore   | Stati Uniti 2017      |
| Cuba            | Ranking nordamericano | Messico 2015          |
| Guatemala       | Ranking nordamericano | Stati Uniti 2017      |
| Messico         | Ranking nordamericano | Stati Uniti 2017      |
| Porto Rico      | Ranking nordamericano | Messico 2015          |
| Rep. Dominicana | Ranking nordamericano | Stati Uniti 2017      |
| Stati Uniti     | Ranking nordamericano | Stati Uniti 2017      |
| Suriname        | Ranking nordamericano | Debutto               |

## Torneo

### Prima fase
| Girone A   | Girone B        |
| ---------- | --------------- |
| Canada     | Cuba            |
| Messico    | Guatemala       |
| Porto Rico | Rep. Dominicana |
| Suriname   | Stati Uniti     |

#### Girone A

##### Risultati
| 2 settembre 2019 Duckworth Centre, Winnipeg Durata: 1h:34 - Spettatori: 300   | Messico    | 3 - 0 | Porto Rico | 28-26, 25-18, 25-22 |
| 2 settembre 2019 Duckworth Centre, Winnipeg Durata: - - Spettatori: -         | Canada     | 3 - 0 | Suriname   | 25-0, 25-0, 25-0    |
| 3 settembre 2019 Duckworth Centre, Winnipeg Durata: - - Spettatori: -         | Porto Rico | 3 - 0 | Suriname   | 25-0, 25-0, 25-0    |
| 3 settembre 2019 Duckworth Centre, Winnipeg Durata: 1h:13 - Spettatori: 1 000 | Canada     | 3 - 0 | Messico    | 25-10, 25-17, 25-15 |
| 4 settembre 2019 Duckworth Centre, Winnipeg Durata: - - Spettatori: -         | Messico    | 3 - 0 | Suriname   | 25-0, 25-0, 25-0    |
| 4 settembre 2019 Duckworth Centre, Winnipeg Durata: 1h:24 - Spettatori: 1 300 | Canada     | 3 - 0 | Porto Rico | 25-20, 25-18, 25-21 |

##### Classifica
| Pos | Squadra    | Pt | G | V | P | SV | SP | Ratio | PF  | PS  | Ratio |
| --- | ---------- | -- | - | - | - | -- | -- | ----- | --- | --- | ----- |
| 1   | Canada     | 15 | 3 | 3 | 0 | 9  | 0  | MAX   | 225 | 101 | 2.227 |
| 2   | Messico    | 10 | 3 | 2 | 1 | 6  | 3  | 2,000 | 195 | 141 | 1.382 |
| 3   | Porto Rico | 5  | 3 | 1 | 2 | 3  | 6  | 0,500 | 200 | 153 | 1.307 |
| 4   | Suriname   | 0  | 3 | 0 | 3 | 0  | 9  | 0,000 | 0   | 225 | 0.000 |

#### Girone B

##### Risultati
| 2 settembre 2019 Duckworth Centre, Winnipeg Durata: 1h:00 - Spettatori: 150 | Guatemala       | 0 - 3 | Cuba            | 13-25, 35-37, 14-25        |
| 2 settembre 2019 Duckworth Centre, Winnipeg Durata: 1h:11 - Spettatori: 200 | Stati Uniti     | 3 - 0 | Rep. Dominicana | 25-14, 25-17, 25-14        |
| 3 settembre 2019 Duckworth Centre, Winnipeg Durata: 1h:23 - Spettatori: 100 | Guatemala       | 0 - 3 | Stati Uniti     | 22-25, 21-25, 24-26        |
| 3 settembre 2019 Duckworth Centre, Winnipeg Durata: 1h:13 - Spettatori: 250 | Cuba            | 3 - 0 | Rep. Dominicana | 25-20, 25-17, 25-15        |
| 4 settembre 2019 Duckworth Centre, Winnipeg Durata: 1h:24 - Spettatori: 60  | Rep. Dominicana | 3 - 1 | Guatemala       | 29-27, 25-19, 25-27, 25-18 |
| 4 settembre 2019 Duckworth Centre, Winnipeg Durata: 1h:21 - Spettatori: 200 | Stati Uniti     | 3 - 0 | Cuba            | 25-17, 25-21, 25-22        |

##### Classifica
| Pos | Squadra         | Pt | G | V | P | SV | SP | Ratio | PF  | PS  | Ratio |
| --- | --------------- | -- | - | - | - | -- | -- | ----- | --- | --- | ----- |
| 1   | Stati Uniti     | 15 | 3 | 3 | 0 | 9  | 0  | MAX   | 226 | 172 | 1,313 |
| 2   | Cuba            | 10 | 3 | 2 | 1 | 6  | 3  | 2,000 | 222 | 189 | 1,174 |
| 3   | Rep. Dominicana | 4  | 3 | 1 | 2 | 3  | 7  | 0,428 | 201 | 241 | 0,834 |
| 4   | Guatemala       | 1  | 3 | 0 | 3 | 1  | 9  | 0,111 | 220 | 267 | 0,823 |

### Fase finale
|  | Quarti          | Quarti      |             |         | Semifinali         | Semifinali         |  |  | Finale 1º/2º posto | Finale 1º/2º posto |
|  |                 |             |             |         |                    |                    |  |  |                    |                    |
|  |                 |             |             |         |                    |                    |  |  |                    |                    |
|  |                 |             |             |         |                    |                    |  |  |                    |                    |
|  | -               | -           |             |         |                    |                    |  |  |                    |                    |
|  | -               | -           |             |         |                    |                    |  |  |                    |                    |
|  | -               | -           |             |         |                    |                    |  |  |                    |                    |
|  | -               | -           | Canada      | 1       |                    |                    |  |  |                    |                    |
|  |                 |             | Canada      | 1       |                    |                    |  |  |                    |                    |
|  |                 | Cuba        | 3           |         |                    |                    |  |  |                    |                    |
|  | Messico         | Cuba        | 3           | 3       |                    |                    |  |  |                    |                    |
|  | Messico         |             |             | 3       |                    |                    |  |  |                    |                    |
|  | Rep. Dominicana | 1           |             |         |                    |                    |  |  |                    |                    |
|  | Rep. Dominicana | 1           | Cuba        | 3       |                    |                    |  |  |                    |                    |
|  |                 |             | Cuba        | 3       |                    |                    |  |  |                    |                    |
|  |                 | Stati Uniti | 1           |         |                    |                    |  |  |                    |                    |
|  | -               | Stati Uniti | 1           | -       |                    |                    |  |  |                    |                    |
|  | -               |             |             | -       |                    |                    |  |  |                    |                    |
|  | -               | -           |             |         |                    |                    |  |  |                    |                    |
|  | -               | -           | Stati Uniti | 3       | Finale 3º/4º posto | Finale 3º/4º posto |  |  |                    |                    |
|  |                 |             | Stati Uniti | 3       | Finale 3º/4º posto | Finale 3º/4º posto |  |  |                    |                    |
|  |                 | Messico     | 0           |         |                    |                    |  |  |                    |                    |
|  | Cuba            | Messico     | 0           | 3       | Canada             | 3                  |  |  |                    |                    |
|  | Cuba            |             |             | 3       | Canada             | 3                  |  |  |                    |                    |
|  | Porto Rico      | 0           |             | Messico | 0                  |                    |  |  |                    |                    |
|  | Porto Rico      | 0           |             |         | 0                  |                    |  |  |                    |                    |
|  |                 |             |             |         |                    |                    |  |  |                    |                    |
|  |                 |             |             |         |                    |                    |  |  |                    |                    |

#### Quarti di finale
| 5 settembre 2019 Duckworth Centre, Winnipeg Durata: 1h:50 - Spettatori: 300 | Messico | 3 - 1 | Rep. Dominicana | 25-19, 25-21, 17-25, 25-17 |
| 5 settembre 2019 Duckworth Centre, Winnipeg Durata: 1h:30 - Spettatori: 150 | Cuba    | 3 - 0 | Porto Rico      | 25-21, 25-22, 28-26        |

#### Finale 5º posto
| 6 settembre 2019 Duckworth Centre, Winnipeg Durata: 2h:16 - Spettatori: 250 | Rep. Dominicana | 2 - 3 | Porto Rico | 25-23, 14-25, 25-21, 23-25, 6-15 |

#### Semifinale
| 6 settembre 2019 Duckworth Centre, Winnipeg Durata: 1h:46 - Spettatori: 1 000 | Canada      | 1 - 3 | Cuba    | 25-17, 22-25, 22-25, 19-25 |
| 6 settembre 2019 Duckworth Centre, Winnipeg Durata: 1h:24 - Spettatori: ?     | Stati Uniti | 3 - 0 | Messico | 25-18, 25-16, 25-23        |

#### Finale 6º posto
| 7 settembre 2019 Duckworth Centre, Winnipeg Durata: 1h:56 - Spettatori: 300 | Rep. Dominicana | 3 - 1 | Guatemala | 28-30, 25-13, 28-26, 25-19 |

#### Finale 3º posto
| 7 settembre 2019 Duckworth Centre, Winnipeg Durata: 1h:13 - Spettatori: 650 | Canada | 3 - 0 | Messico | 25-14, 25-18, 25-12 |

#### Finale
| 7 settembre 2019 Duckworth Centre, Winnipeg Durata: 1h:48 - Spettatori: 1 800 | Cuba | 3 - 1 | Stati Uniti | 25-18, 21-25, 25-20, 25-20 |

## Podio

### Campione
Formazione: 1 Massó, 2 Melgarejo, 4 Yant, 5 Concepción, 7 García, 13 Simón, 14 Goide, 17 Alonso, 18 López, CT: Muñoz

### Secondo posto
Formazione: 4 Jendryk, 5 Ensing, 6 Stahl, 8 DeFalco, 11 J. Worsley, 12 Carmody, 14 Maʻa, 15 Sander, 18 Kessel, 19 Wieczorek, 20 Huhmann, 21 G. Worsley, 24 Dagostino, 25 Russell, CT: Hawks

### Terzo posto
Formazione: 2 Perrin, 3 Marshall, 4 N. Hoag, 7 Maar, 9 DeRocco, 10 Vernon-Evans, 11 Jansen VanDoorn, 12 Van Berkel, 13 Keturakis, 16 Sclater, 17 Vigrass, 19 Bann, 20 Szwarc, 21 Walsh, CT: Hoag

## Classifica finale
| Pos | Squadra         | Qualificazione                                              |
| --- | --------------- | ----------------------------------------------------------- |
|     | Cuba            | [ 4 ]                                                       |
|     | Stati Uniti     | [ 5 ]                                                       |
|     | Canada          | Qualificazioni nordamericane ai Giochi della XXXI Olimpiade |
| 4   | Messico         | Qualificazioni nordamericane ai Giochi della XXXI Olimpiade |
| 5   | Porto Rico      | Qualificazioni nordamericane ai Giochi della XXXI Olimpiade |
| 6   | Rep. Dominicana |                                                             |
| 7   | Guatemala       |                                                             |
| 8   | Suriname        |                                                             |

## Premi individuali
| Premio                | Nome                  | Squadra         |
| --------------------- | --------------------- | --------------- |
| MVP                   | Miguel Ángel López    | Cuba            |
| Miglior realizzatore  | Henry Tapia           | Rep. Dominicana |
| Miglior servizio      | Osniel Melgarejo      | Cuba            |
| Miglior difesa        | Kyle Dagostino        | Stati Uniti     |
| Miglior ricezione     | Jesús Rangel          | Messico         |
| Miglior palleggiatore | Luis Guillermo García | Porto Rico      |
| Miglior opposto       | Maurice Torres        | Porto Rico      |
| Miglior schiacciatore | Torey DeFalco         | Stati Uniti     |
| Miglior schiacciatore | Stephen Maar          | Canada          |
| Miglior centrale      | Roamy Alonso          | Cuba            |
| Miglior centrale      | Jeffrey Jendryk       | Stati Uniti     |
| Miglior libero        | Kyle Dagostino        | Stati Uniti     |